# Держава (движение)
Общероссийское политическое общественное движение «Социально-патриотическое движение „Держава“» (СПД «Держава»). Дата последней регистрации — 27 ноября 1998 года, регистрационный номер — 02597. Организация национал-патриотической и имперской ориентации. Основатель и первый лидер движения — Александр Руцкой. Позднее движение возглавляли Константин Затулин (председатель), Владимир Романенко (председатель исполкома) и Александр Щеглов (председатель Национального комитета).

## Предыстория
Полковник авиации, Герой Советского Союза Александр Руцкой пришёл в политику в 1989 году. Первое время его политическая карьера развивалась как у многих военных в то время. Проиграв в 1989 году демократу выборы в народные депутаты СССР, в 1990 году при поддержке Курского обкома КПСС Руцкой был избран народным депутатом РСФСР. На учредительном съезде Коммунистической партии РСФСР летом 1990 года стал членом ЦК новой партии. На Съезде народных депутатов РСФСР Руцкой первое время придерживался консервативных позиций, однако к концу 1990 года его политическая ориентация заметно изменилась. С начала 1991 года Руцкой стал выступать в поддержку председателя Верховного Совета Б. Ельцина в его противостоянии с консервативно-коммунистической частью депутатского корпуса. Во время III съезда народных депутатов РСФСР (31 марта 1991 года) Руцкой объявил о создании депутатской группы «Коммунисты за демократию», которая выступила в поддержку Ельцина и демократических реформ. На президентских выборах 1991 года Руцкой был избран вице-президентом в паре с Б. Ельциным. В июле 1991 года он возглавил созданную на базе движения «Коммунисты за демократию» Демократическую партию коммунистов России (в октябре 1991 года переименована в Народную партию «Свободная Россия»). Во время событий августа 1991 года Руцкой был одним из организаторов обороны «Белого дома».
Осенью 1991 года, после приглашения в правительство команды Е. Т. Гайдара и фактического отстранения Руцкого от всех серьёзных дел, отношения между президентом и вице-президентом заметно ухудшились. К лету 1992 года Руцкой окончательно перешёл в оппозицию к Ельцину. Во время разгона Съезда народных депутатов Руцкой выступил против действий Ельцина и провозгласил себя исполняющим обязанности президента РФ, в ночь на 22 сентября принеся президентскую присягу перед Верховным Советом. Руководил обороной Дома Советов, 4 октября был арестован и помещён в следственный изолятор «Лефортово» по обвинению в организации массовых беспорядков. Был освобождён 26 февраля 1994 года в связи с постановлением об амнистии, принятым Госдумой.

## Создание движения
Инициативная группа по созданию Социал-патриотического движения «Держава» была сформирована А. Руцким в апреле 1994 года на базе ряда региональных организаций Российской социал-демократической народной партии (так с апреля 1994 года стала называться НПСР), ФНС и РХДД. До осени 1994 года видную роль в создании движения играл лидер ФНС Илья Константинов, позже рассорившийся с Руцким.
К началу 1995 года к участию в создании движения «Державы» присоединились Всероссийский национальный правый центр (М. Астафьев), Всероссийская партия монархического центра (Юрий и Виктор Антоновы) и ряд других национал-патриотических и монархических групп. В марте 1995 года к А. Руцкому присоединилась незарегистрированная депутатская группа «Держава», созданная в начале июня 1994 года пятью депутатами от ЛДПР во главе с Виктором Кобелевым — после размежевания с ФНС Константинова и образования Движения «Возрождение Державы». Члены группы «Держава» были в оппозиции к тогдашней российской власти, занимали националистические позиции и выступали за реформирование государственного устройства России, а также за сохранение территориальной целостности страны.
2 апреля 1995 года состоялся Учредительный съезд СПДД, на котором был сформирован высший руководящий орган — Национальный комитет из 155 человек. Председателем движения был избран А. Руцкой, его заместителями стали лидеры вошедших в «Державу» организаций: В. Аксючиц (РХДД), М. Астафьев и Н. Нарочницкая (ВНПЦ), В. Кобелев («Возрождение Державы»), а также известный теоретик православной монархии Михаил Назаров. В конце августа 1995 года все зампреды, кроме Кобелева, покинули движение.
Руцкой очень быстро, уже к лету 1995 года разочаровался в своих союзниках, обещавших ему сильную поддержку в регионах, но не предоставивших её из-за практически полного отсутствия местных организаций у возглавляемых ими объединений. В избирательный список движения, вынесенный им на рассмотрение II съезда СПДД 26 августа, Руцкой не включил ни В. Аксючица, ни М. Астафьева, зато наполнил его предпринимателями, оказавших движению финансовую поддержку. В знак протеста 4 из 5 заместителей (кроме В. Кобелева), заявили о произведённом в движении «антипатриотическом перевороте» и превращении его в «социал-криминальное движение новых русских», после чего покинули СПДД и увели оттуда возглавляемые ими организации: РХДД, ВНПЦ и ВПМЦ. В связи с необходимостью пересмотра («уточнения») Руцкой отозвал избирательный список из Центризбиркома и на III съезде движения 9 сентября 1995 года внёс в него коррективы. В результате список возглавили А. Руцкой, В. Кобелев и Константин Душенов — пресс-секретарь митрополита Санкт-Петербургского и Ладожского Иоанна. Съезд также изменил название сформированного на его основе избирательного объединения, предложив называть его «Держава — Руцкой», однако Центризбирком не утвердил это изменение. На выборах 1995 года «Держава» получила 2,57 % голосов, не сумев преодолеть заградительный барьер. В декабре 1995 года Центризбирком зарегистрировал инициативную группу по выдвижению кандидатом в президенты РФ лидера СПДД Руцкого, однако в марте 1996 года тот снял свою кандидатуру в пользу лидера КПРФ Г. А. Зюганова.
Численность СПДД на конец лета 1995 года оценивалась её лидером в 1 млн 280 тыс. человек, однако реально она в лучшем случае достигала 10 тыс.
Прежние названия организации:
- Социал-патриотическое движение «Держава» (рег. 06.03.1995),
- Всероссийское общественное социал-патриотическое движение «Держава» (рег. 14.02.1997),
- Всероссийское общественно-политическое социал-патриотическое движение «Держава» (рег. 10.04.1998).

## Программные ориентиры
Политические цели СПДД были сформулированы Руцким ещё осенью 1994 года: «возрождение державной России в границах СССР через свободное волеизъявление народов»; «объединение наций и народностей в единую нацию — российский народ»; «построение демократического общества социальной справедливости». В принятой на II съезде (26 августа 1995 года) предвыборной платформе, к этим требованиям были добавлены следующие: «восстановление разрушенного „реформаторами“ оборонного потенциала страны»; «восстановление государственного управления базовыми отраслями народного хозяйства»; «обеспечение приоритетной реализации товаров отечественных товаропроизводителей»; «создание условий продовольственной самодостаточности (независимости от продовольственного импорта)»; «усиление роли государства в контроле совокупных расходов и денежной системы»; прекращение «грабительской и бесчестной» приватизации, проверка ее результатов; «отказ от какого бы то ни было участия в становлении и функционировании международных надгосударственных органов, наделенных властными полномочиями»; «восстановление сбережений населения, девальвированных в 1992 г.»; «восстановление на обновленной основе разрушенной системы обеспечения прав человека на работу, жилье, образование, здравоохранение, отдых, пенсионное обеспечение»; «введение налога на сверхдоходы для юридических и физических лиц»; «государственная поддержка православия во всероссийском масштабе в сочетании с поддержкой других традиционных российских конфессий»; подчинение содержания передач СМИ «традиционным нормам морали, нравственности, этики и религии» и пр.